# Сармьенто, Доминго Фаустино
Доми́нго Фаусти́но Сармье́нто Альбарраси́н (исп. Domingo Faustino Sarmiento Albarracín, 15 февраля 1811, Сан-Хуан, Аргентина — 11 сентября 1888, Асунсьон, Парагвай) — аргентинский военный деятель, масон, позднее педагог, писатель, журналист, губернатор провинции Сан-Хуан в 1862—1864 годах, посол Аргентины в США в 1864 году, министр внутренних дел и просвещения в 1865—1868 годах, президент Аргентины с 12 октября 1868 по 12 октября 1874 года. Борец за модернизацию страны. Его главное произведение — монография «Цивилизация и варварство. Жизнеописание Хуана Факундо Кироги» (1845).

## Биография
Родился в бедной семье, многие члены которой выступали политическими активистами. Сам с молодых лет не раз отправлялся в ссылку, много лет боролся с диктатурой Хуана Мануэля де Росаса. Представитель «поколения 1837 года», давшего Аргентине немало блестящих умов и выдающихся политических фигур.
В конце 1830-х годов стал одним из организаторов тайного общества в городе Сан-Хуан, за что в 1840 году был выслан из страны. 15 лет прожил в Чили (на родине своих предков), где занимался публицистической и литературной деятельностью, в 1842 году основал газету «Прогресо» (El Progreso). В 1845—1847 гг., по поручению правительства Чили, посетил Европу и США с целью изучения постановки народного образования. Результатом этой поездки явилась книга «О народном образовании» (1849).
В феврале 1852 году, вместе с войсками губернатора провинции Энтре-Риос Хусто Хосе де Уркисы, участвовал в битве при Касеросе, которая положила конец правлению Росаса — который эмигрировал в Англию.
В 1854 гоу был арестован в провинции Мендоса. После освобождения снова уехал в Чили.
В 1868 году избран аргентинским президентом. Будучи президентом (1868—1874) провёл ряд реформ, нацеленных на развитие инфраструктуры, экономики и культуры Аргентины. Его программы развития страны способствовали росту сельского хозяйства: земледелия и скотоводства. При нём было построено большое количество железных и шоссейных дорог, госпиталей, библиотек, средних и начальных школ. Провёл первую перепись населения Аргентины. Активно участвовал в создании Аргентинской национальной обсерватории и Академии наук. Столь впечатляющие результаты были достигнуты во многом за счёт массового притока иммигрантов из Европы.

С другой стороны: и до, и в период, и после своего президентства, пропагандировал и проводил геноцидные войны против индейцев и гаучо. Ещё в 1844 году он писал в газете «Прогресо»: 
Истребление индейцев провиденциально и полезно.
 В 1861 году, в канун битвы при Павоне, Д. Ф. Сармьенто писал буэнос-айресскому губернатору Бартоломе Митре: 
Не жалейте крови гаучо, кровь — единственное, что у них есть человеческого. Их кровь — удобрение, которое надо обратить на пользу страны!
 В 1862 году ставший президентом Митре поставил Сармьенто во главе карательной армии, направленной в северные провинции. 
Истребляйте гаучо, этих двуногих животных порочного нрава!
 — напутствовал президент главкома.

Аргентинские унитарии (и тесно связанный с ними беспартийный Сармьенто) были далеки от того, что сейчас принято называть «политкорректностью». При Сармьенто в Буэнос-Айресе печатались карикатуры на гаучо, где они изображались со звероподобными (зачастую — крысоподобными) лицами. Как известно, наездники-гаучо составляли основной электорат Федералистской партии, они деятельно сопротивлялись растущей гегемонии Буэнос-Айреса, отстаивая региональные свободы.
1 мая 1873 года в Аргентине вспыхнуло Второе восстание «хорданистов» (сторонников генерала Лопеса Хордана). 28 мая правительство Сармьенто объявило цену за головы мятежного вождя (100 000 песо) и ряда его соратников. К концу лета 1873 года генерал Лопес Хордан оккупировал провинцию Энтре-Риос; в ответ правительство Сармьенто усилило давление на хорданистов.
Погребён Доминго Сармьенто в мавзолее на буэнос-айресском кладбище Реколета.

## Творчество
Из более чем 50 томов сочинений Сармьенто лишь три можно условно отнести к художественному творчеству. Это монография о феномене латиноамериканского вождизма (каудилизма) «Цивилизация и варварство. Жизнеописание Хуана Факундо Кироги» (1845), записки «Путешествия по Европе, Африке и Америке» (1849—1851) и книга очерков «Воспоминания о провинции» (1851).
Сармьенто был сторонником модернизации, секуляризма и либеральной демократии, ему были знакомы труды передовых западных политических философов, включая Джона Стюарта Милля и Карла Маркса. Однако он считал допустимым ограничение свобод, опасаясь, что полная свобода может привести к анархии либо гражданской войне.
В соответствии с его концепцией «варварства-цивилизации», противопоставлялись друг другу социокультурные возможности «чистых», способных к порождению и поддержанию ценностей «цивилизации» рас (прежде всего — белой расы) — и «метисных рас», неизбежно воспроизводящих элементы «варварства». С этой точки зрения, латиноамериканская цивилизация представлялась расисту-теоретику Сармьенто (самому имевшему некоторую примесь индейской крови) абсолютно несостоятельной, в силу своего метисного, индейско-мулато-гаучского, происхождения. Массовая иммиграция содействовала, по мнению Сармьенто, «исправлению расы» и утверждению «европейских ценностей».
При этом в социально-экономических вопросах Сармьенто был приверженцем идеалов равенства и под влиянием идей утопического социализма считал, что просвещение приведёт к преодолению неравенства классов и установлению общественной гармонии.

## Посмертная судьба
Многие филологи (Борхес, Понсе и др.) признают Сармьенто наставником Латинской Америки, одной из крупнейших фигур латиноамериканской истории и культуры.
Один из памятников Сармьенто принадлежит французскому скульптору Огюсту Родену, в 1900 году он был поставлен в Буэнос-Айресе.

Аргентинский философ-коммунист Анибал Понсе посвятил «герою-Сармьенто» восторженное стихотворение в прозе: 
В противовес бывшей колонии, с её монархическим и теологическим духом, Сармьенто строил новую культуру! (...) Он воплощал в жизнь идеалы своей героической молодости, учение Сен-Симона, следуя за миражами социалистического романтизма!
Поэт и философ затушёвывал, оставлял «за кадром» те этнические чистки, которые аргентинский президент Сармьенто вёл против туземцев и старожилов страны: индейцев и гаучо. В 1927 г. Понсе пишет книгу «Старость Сармьенто», в 1930 г. из под его пера выходит биография «Сармьенто — строитель новой Аргентины». Анибал Понсе пытался «пристегнуть» разработанную Хосе Инхеньеросом концепцию «архентинидада» к концепции «варварства-цивилизации». Вообще, для левой историографии характерна положительная оценка Сармьенто.
В 1937 г. в Буэнос-Айресе был основан Исторический музей Сармьенто.
Борхес написал о Сармьенто несколько эссе и посвятил ему стихотворение «Ни мрамором, ни лавром он не скрыт…».
Его именем названо учебное судно ВМС Аргентины — фрегат «Пресиденте Сармьенто», превращённое сейчас в музей в Буэнос-Айресе. Имя Сармьенто также носит одна из улиц аргентинской столицы.

## Публикации на русском языке
- Избранные сочинения. — М.: Наследие, 1995.